# پروفینترن

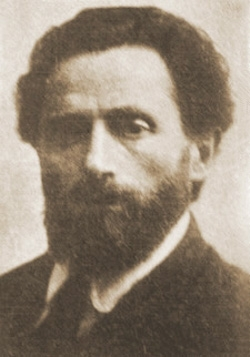
پروفینترن

کنگرهٔ انترناسیونال سرخ اتحادیه کارگری (به روسی: Красный интернационал профсоюзов) که عموماً پروفینترن (Профинте́рн) شناخته می‌شود یک بدنه انترناسیونال ایجاد شده توسط انترناسیونال کمونیست با هدف هماهنگ سازی فعالیتهای کمونیستی در سندیکاها بود. پروفینترن که در ۱۹۲۱ تأسیس شد سعی می‌کرد چون وزنه تعادل بخشی برای تأثیرگذاری بر به اصطلاح آمستردام انترناسیونال فدراسیون بین‌المللی سندیکاهای سوسیال دمکرات باشد.